# Blakea eriocalyx
Blakea eriocalyx es una especie de planta de flores perteneciente a la familia  Melastomataceae. Se encuentra en  Ecuador.  Su hábitat natural son las montañas húmedas subtropicales o tropicales. 
Es un arbusto o liana nativa del noroeste de los Andes ecuatorianos, donde se conocen 13 colonias en la provincia de Pichincha. No se conoce la existencia de la especie en las áreas protegidas de Ecuador, pero han sido recogidas algunas en las reservas privadas de Maquipucuna y Río Guajalito. También puede que se encuentre en la Reserva Ecológica Los Ilinizas. 

## Taxonomía
Blakea eriocalyx fue descrito por Wurdack y publicado en Phytologia 43(4): 344–345. 1979.